# Стефан II Црнојевић
Стефан II Црнојевић (умро након 1505. године) је био српски средњовековни великаш у Зети, односно Црној Гори. Као други син зетског владара Ивана Црнојевића (1465-1490) и млађи брат Ђурђа Црнојевића (1490-1496), одиграо је значајну улогу у политичким збивањима између 1496. и 1499. године.

## Биографија
У јесен 1496. године, Стефан Црнојевић је на Цетињу обавестио свога брата Ђурђа, тадашњег владара Зете, да турски султан захтева од Ђурђа да одмах дође у Цариград на поклоњење, или да напусти своју државу. Нашавши се у опасности, Ђурађ је одлучио да пребегне Млечанима, а његов брат Стефан се понадао да ће га султан прихватити као новог владара у Зети. Ова нада се није остварила пошто Турци нису желели да Стефану доделе политичку власт, већ су запосели читаву Зету, укључујући и Црну Гору, а Стефану су дозволили да у личном поседу задржи дотадашња породична добра куће Црнојевића. Током наредних година Стефанов положај је постајао све сложенији због нарастајућег турско-млетачког супарништва на источим обалама Јадрана, услед чега је 1499. године дошло и до званичног избијања млетачко-турског рата (1499-1503).
Уочи ескалације, Турци су из Зете уклонили Стефана, који се повукао у српски манастир Хиландар, где се замонашио узевши име Марко. Током наредних година, боравио је у Хиландару и Цариграду, а последњи пут се помиње 1505. године. 